# Euchromia butleri
Euchromia butleri är en fjärilsart som beskrevs av Johannes Karl Max Röber 1887. Euchromia butleri ingår i släktet Euchromia och familjen björnspinnare. Inga underarter finns listade i Catalogue of Life.